# Perfect Places
«Perfect Places» (с англ. — «Идеальные места») — песня новозеландской певицы Лорд со второго студийного альбома Melodrama. Песня была выпущена в качестве второго сингла в поддержку пластинки 1 июня 2017 года лейблом Universal Music Group. Была отправлена на американское современное радио 6 июня 2017 года. Композиция была написана Лорд в сотрудничестве с главным продюсером альбома Джеком Антоноффом, а также при участии Джоэла Литтла. Продюсированием трека занимались Лорд, Антонофф, Франк Дьюкс и Эндрю Уайатт.

## История создания
Песня «Perfect Places» была написана Эллой Йелич-О’Коннор (Лорд) и продюсером Джеком Антоноффом, а также Джоэлом Литтлом. Трек был спродюсирован самой исполнительницей, Антоноффом, Франком Дьюксом и Эндрю Уайаттом.
Впервые, о треке Лорд рассказала в марте 2017 года в интервью для газеты The New York Times. Позже, 18 мая 2017 года, Лорд анонсировала список композиций альбома Melodrama, состоящий из одиннадцати треков, из которых «Perfect Places» является заключительной на диске. 31 мая 2017 года, Лорд в социальных сетях анонсировала выход песни. 1 июня 2017 года, Лорд выпустила песню на YouTube, также представив обложку сингла и назвав песню «самой любимой с Melodrama». Позже, в одном из интервью, певица сказала: «Я жила в Нью-Йорке прошлым летом, писала Melodrama, ездила по бруклинскому мосту каждый день, сидела в метро в жару, а зимой приезжала в Новую Зеландию на неделю, чтобы повеселиться с друзьями. Моя жизнь была похожа на странный маленький волшебный экран, который я постоянно разрисовывала и перезагружала. И тем же летом я не могла избавиться от чувства, что все, кого я знаю, находятся в поиске чего-то — пытаются быть выше плохих новостей, крича на тротуарах, пьют тот самый напиток, который, как они думают, унесёт их куда-то подальше. Эта песня исходит от бесконечного цикла ночей и адской жары летом. Очень долго мы пытались добиться нужного звучания, идя от кричащей демоверсии на пианино и заканчивая этим. Она близка к моему сердцу».

## Живое исполнение
Впервые, Лорд исполнила композицию на фестивале «Governors Ball Festival» 2 июня 2017 года в Нью-Йорке, наряду с ещё некоторыми песнями с альбома. 11 июня 2017 года, Лорд исполнила песню на фестивале «Боннару» в Манчестере, штат Теннесси. Далее, Лорд выступила с песней на телевизионном шоу «Ночное шоу с Джимми Фэллоном» 16 июня 2017 года, сразу же после релиза альбома Melodrama. 17 июня 2017 года, Лорд дала закрытый концерт для нескольких поклонников в театре «Bowery Ballroom», где помимо композиции, исполнила все песни с альбома Melodrama. 18 июня 2017 года, Лорд выступила на премии iHeartRadio Much Music Video Awards в Торонто, Канада, где помимо «Perfect Places», певица исполнила также сингл «Green Light».

## Реакция критиков
Джен Пелли из издания Pitchfork положительно оценила трек, назвав его «Новым лучшим треком», сказав: «Несовершенство всегда было преимуществом в мире Лорд <…> Трек скользит по пространству, по смурому биту трека „Team“ из альбома Pure Heroine, но с тех пор реальность стала более жестокой — в „Perfect Places“ герои Лорд умирают; Она не может терпеть главные заголовки газет; раздражающая погода <…> Если есть аргумент, который сделал бы вечеринку механизмом выживания, то эта песня Лорд поддерживает его. Песня о том, ради чего мы идём, чтобы чувствовать себя более живыми, но она не содержит деталей непристойностей».

## Список композиций
| №   | Название         | Автор(ы)                                        | Продюсер(ы)                                         | Длительность |
| --- | ---------------- | ----------------------------------------------- | --------------------------------------------------- | ------------ |
| 11. | «Perfect Places» | Элла Йелич-О’Коннор, Джек Антонофф, Джоэл Литтл | Йелич-О’Коннор, Антонофф, Франк Дьюкс, Эндрю Уайатт | 3:41         |

## Чарты
| Чарт (2017)                          | Высшая позиция |
| ------------------------------------ | -------------- |
| Австралия                            | 46             |
| Новая Зеландия                       | 24             |
| США (Bubbling Under Hot 100 Singles) | 19             |
| Канада                               | 83             |